# Arco Latino
Arco Latino (francés/occitano: Arc Latin, catalán: Arc Llatí, italiano/portugués: Arco Latino) es una organización de cooperación política y técnica entre gobiernos locales intermedios que actualmente forman parte de tres estados de la Unión Europea: España, Francia e Italia.
El Arco Latino se configura como el euro-territorio del litoral del noroeste de la cuenca mediterránea, que se extiende desde Sicilia, a través de la península itálica, el sur de Francia y la península ibérica hasta el estrecho de Gibraltar y el Algarve portugués. Esta región se define por una serie de características comunes de carácter cultural, histórico, socioeconómico, geoclimático y medioambiental que le confieren una especificidad y una identidad en el contexto europeo.

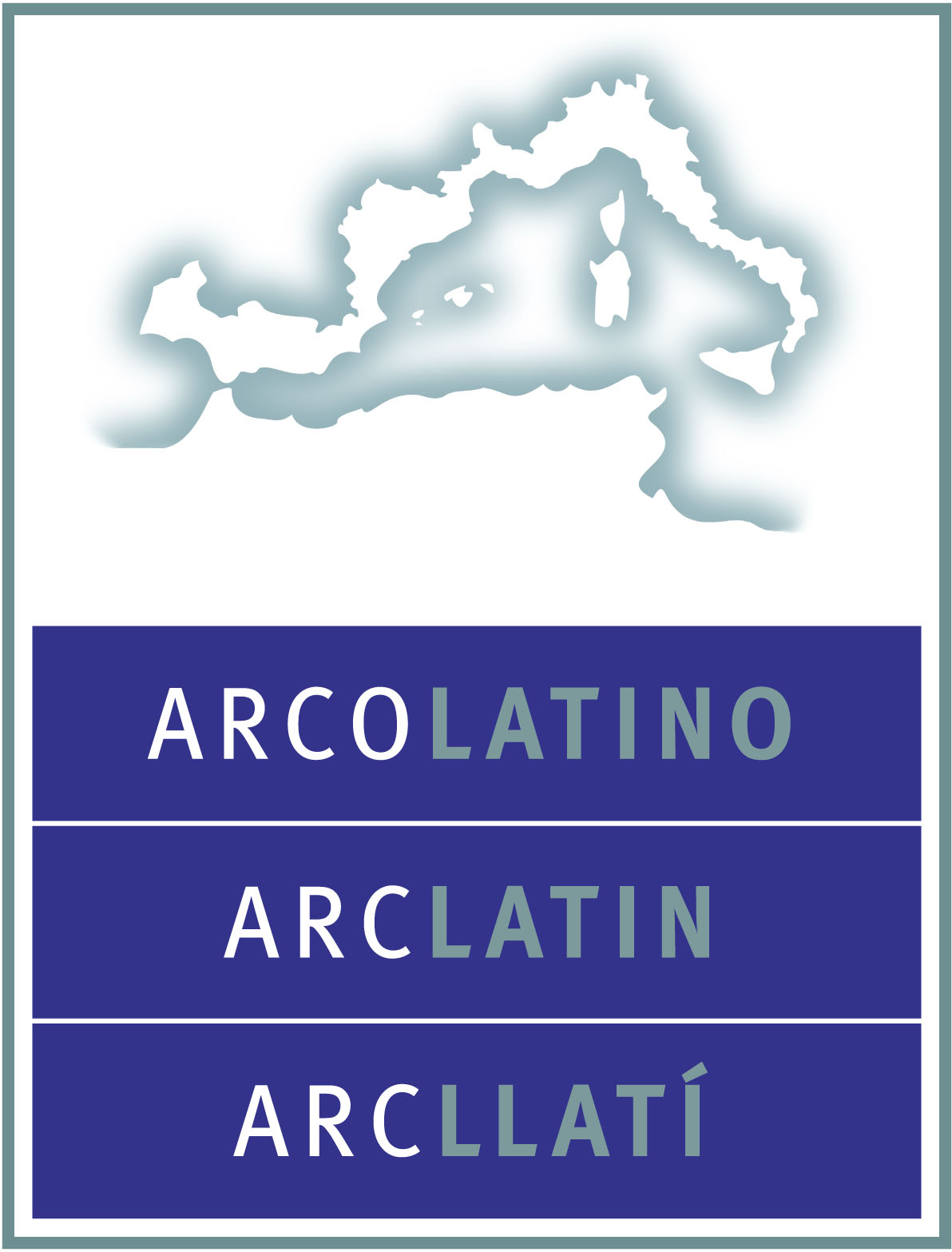
Logo de la Red Arco Latino

## Histórico
La red “Arco Latino” nace sobre la base de la experiencia de Cooperación territorial acumulada durante la década de los 90, constituyéndose oficialmente como asociación en 2002. La asociación se ubica en el espacio euro-mediterráneo noroccidental, conformando una macrorregión que comparte similitudes geográficas, culturales, económicas y sociales.
Las presidencias
- 2003/2004: Diputació de Barcelona
- 2005/2006: Conseil Général de l'Hérault
- 2007/2008: Provincia di Torino
- 2009/2010: Consell Insular de Mallorca
- 2011/2012: Conseil Général de l'Aude

## Estructura
La Asociación, que tiene su sede en Barcelona, funciona sobre la base de la reflexión conjunta, el consenso y la transnacionalidad. La Asamblea General y el Consejo de Administración constituyen los órganos de gobierno y administración de la red.   
A nivel técnico, cuatro comisiones de trabajo - que son Cohesión Social, Cohesión Territorial, Cohesión Económica y Cooperación en el Mediterráneo - constituyen laboratorios transnacionales que permiten a los socios implicarse directamente en proyectos estratégicos tanto para sus territorios, así como para el conjunto de la red.

## Objetivos
El potencial de “Arco Latino” le permite ser escuchado especialmente por las instancias europeas para que incorporen la perspectiva mediterránea y local en la formulación de sus políticas y normativas, defendiendo así los intereses y las necesidades de su territorio y de sus ciudadanos. 
En esta línea, la red valoriza y fortalece las capacidades y ayuda a internacionalizar las acciones y estrategias de sus miembros a favor de unos objetivos comunes. 
Una de las prioridades de la red, a partir de la inclusión y movilización de los actores socioeconómicos y aplicando el principio de subsidiariedad, es la definición de una estrategia integrada de desarrollo y de ordenación del espacio Arco Latino. 
La Asociación y sus miembros, conscientes de su posición estratégica en el área mediterránea, abren un espacio de cooperación descentralizada con los países de las otras riberas del Mediterráneo. 

## La acción de Arco Latino
La red establece relaciones institucionales y acciones de cooperación descentralizada pública entre sus socios y otras administraciones locales de toda la cuenca mediterránea con el fin principal de reforzar sus capacidades en el ámbito de sus competencias.
Paralelamente al trabajo desarrollado con sus socios, “Arco Latino” participa en foros euro-mediterráneos y mantiene una colaboración activa con diversas redes de gobiernos locales euro mediterráneos e instituciones europeas, destacando su participación en consultas, diálogos estructurados y plataformas de intercambio de información y de buenas prácticas.
En  temas de Cohesión Social, la red se centra en los ámbitos de promoción de la igualdad; el impacto de los cambios demográficos y las migraciones;  la promoción del diálogo intercultural e intergeneracional; los temas de salud y bienestar de la población; las actuaciones en favor de la Ciudadanía activa y los derechos del ciudadano; y también valoriza el patrimonio artístico y cultural, material e inmaterial del Mediterráneo como vector de valores comunes.
En la búsqueda de la Cohesión Económica “Arco Latino” promueve el desarrollo de la Competitividad, la Innovación y la Economía sostenible en sus territorios; medidas y políticas de ocupación; favorece la promoción y la internacionalización de las PYME y trabaja para promocionar el territorio. 
En lo que se refiere a la Cohesión Territorial se trabaja temas como la gobernanza multinivel, la planificación territorial, el desarrollo local y las infraestructuras que conectan el espacio Arco Latino. También, cuestiones como la lucha contra el cambio climático y la adaptación a sus efectos, en la investigación y el uso de energías renovables así como en la protección de los espacios naturales y de la biodiversidad, además de las políticas agrícolas. 

## Administraciones miembro de Arco Latino

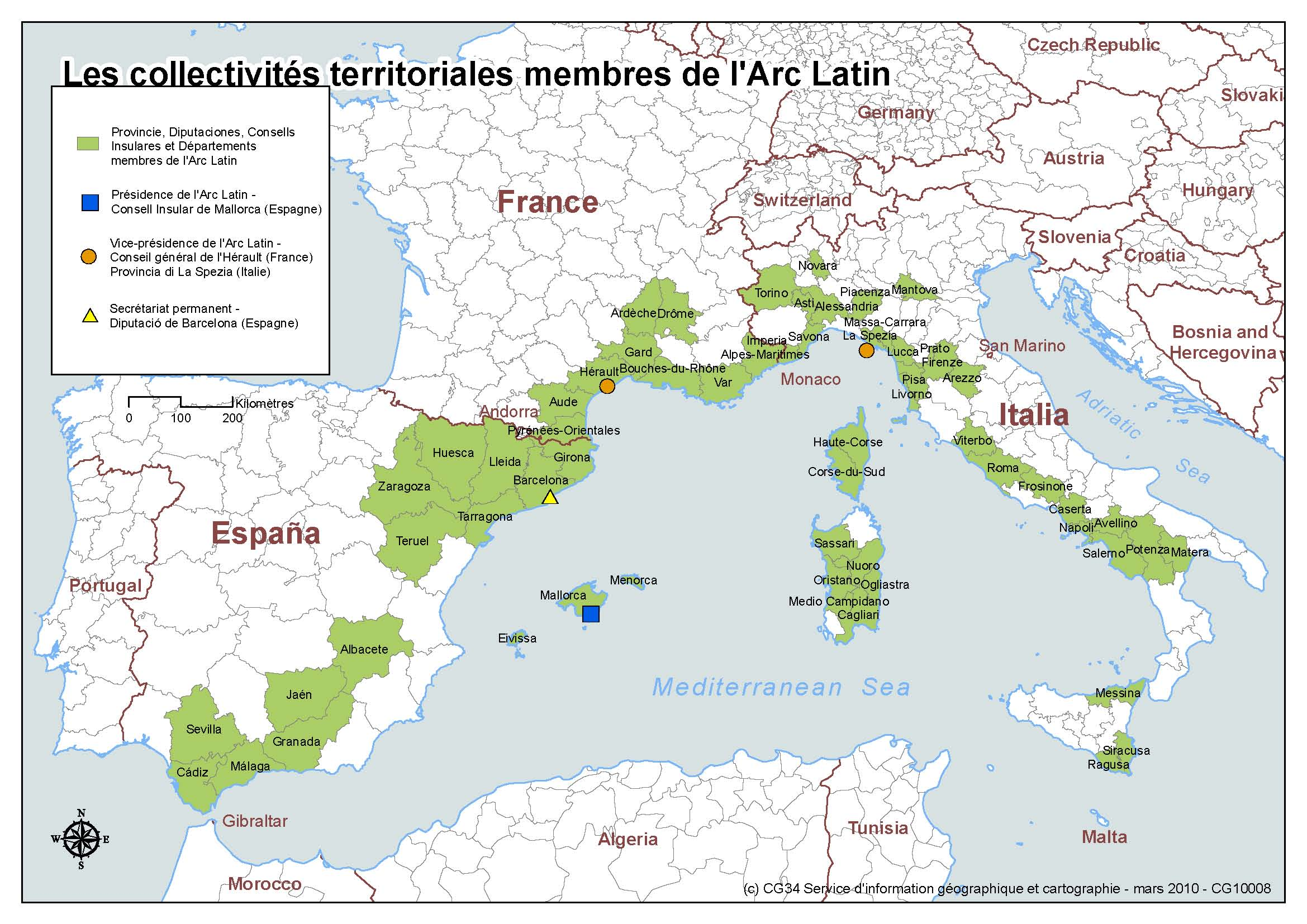
Mapa de los socios de Arco Latino en 2010.

La Asociación está formada por gobiernos locales mediterráneos intermedios. Sus miembros actuales son Diputaciones Provinciales y Consejos Insulares españoles, Departamentos franceses, y Provincias italianas :
- España:

Consejo Insular de Mallorca,
Consejo Insular de Menorca,
Diputación de Barcelona, 
Diputación de Cádiz,
Diputación de Gerona, 
Diputación de Granada, 
Diputación de Huesca, 
Diputación de Jaén,
Diputación de Lérida, 
Diputación de Sevilla, 
Diputación de Tarragona.
- Francia:

Consejo General de Alpes Marítimos, 
Consejo General de Aude, 
Consejo General de Bocas del Ródano,
Consejo General de Drôme,
Consejo General de Gard, 
Consejo General de Alta Córcega,
Consejo General de Hérault,
Consejo General de Pirineos Orientales.
- Italia:

Provincia de Alessandria,
Provincia de Caserta, 
Provincia de Mantua, 
Provincia de Massa Carrara, 
Provincia de Medio Campidano,
Provincia de Nápoles, 
Provincia de Novara, 
Provincia de Nuoro, 
Provincia de Salerno, 
Provincia de Sassari,
Provincia de Savona,
Provincia de La Spezia,  
Provincia di Turín, 
Provincia di Viterbo.